# Shaw Tower
A Shaw Tower, localizada no nº 1067 da West Cordova Street, na baixa de Vancouver, é a sede da Shaw Communications para operações na área metropolitana de Vancouver.
O edifício, completado em 2004 e com 149 metros de altura (41 andares), é o segundo mais alto de Vancouver.